# Rio Samambaia (vattendrag i Brasilien, Mato Grosso do Sul)
Rio Samambaia är ett vattendrag i Brasilien.   Det ligger i delstaten Mato Grosso do Sul, i den södra delen av landet, 1 000 km sydväst om huvudstaden Brasília.
Trakten runt Rio Samambaia består i huvudsak av gräsmarker. Runt Rio Samambaia är det glesbefolkat, med 11 invånare per kvadratkilometer.